# Ghanaische Fußballnationalmannschaft/Weltmeisterschaften
Der Artikel beinhaltet eine ausführliche Darstellung der ghanaischen Fußballnationalmannschaft bei Fußball-Weltmeisterschaften. Die ghanaische Mannschaft nahm erstmals an der Qualifikation für die WM 1962 teil und konnte sich bisher viermal für die WM qualifizieren. In der ewigen Rangliste belegt Ghana den 36. Platz und ist damit die beste Mannschaft, die nur viermal teilnahm.

## Übersicht
| Jahr | Gastgeberland  | Teilnahme bis …    | Letzte(r) Gegner            | Ergebnis | Trainer            | Bemerkungen und Besonderheiten |
| ---- | -------------- | ------------------ | --------------------------- | -------- | ------------------ | --- |
| 1962 | Chile          | nicht qualifiziert |                             |          |                    | In der Qualifikation in der 2. Runde an Marokko gescheitert, das sich aber ebenfalls nicht qualifizieren konnte. |
| 1966 | England        | zurückgezogen      |                             |          |                    | |
| 1970 | Mexiko         | nicht qualifiziert |                             |          |                    | In der Qualifikation in der 2. Runde an Nigeria gescheitert, das sich aber ebenfalls nicht qualifizieren konnte. |
| 1974 | Deutschland    | nicht qualifiziert |                             |          |                    | In der Qualifikation in der 3. Runde an Zaire gescheitert. |
| 1978 | Argentinien    | nicht qualifiziert |                             |          |                    | In der Qualifikation in der 1. Runde an Guinea gescheitert, das sich aber ebenfalls nicht qualifizieren konnte. |
| 1982 | Spanien        | zurückgezogen      |                             |          |                    | |
| 1986 | Mexiko         | nicht qualifiziert |                             |          |                    | In der Qualifikation in der 3. Runde an Libyen gescheitert, das sich aber ebenfalls nicht qualifizieren konnte. |
| 1990 | Italien        | nicht qualifiziert |                             |          |                    | In der Qualifikation in der 1. Runde an Liberia gescheitert, das sich aber ebenfalls nicht qualifizieren konnte. |
| 1994 | USA            | nicht qualifiziert |                             |          |                    | In der Qualifikation in der 1. Runde an Algerien gescheitert, das sich aber ebenfalls nicht qualifizieren konnte. |
| 1998 | Frankreich     | nicht qualifiziert |                             |          |                    | In der Qualifikation in der 2. Runde an der Marokko gescheitert. |
| 2002 | Südkorea/Japan | nicht qualifiziert |                             |          |                    | In der Qualifikation in der 2. Runde an Nigeria gescheitert. |
| 2006 | Deutschland    | Achtelfinale       | Brasilien                   | 13.      | Ratomir Dujković   | Achtelfinalaus gegen den Titelverteidiger |
| 2010 | Südafrika      | Viertelfinale      | Uruguay                     | 7.       | Milovan Rajevac    | Durch Elfmeterschießen ausgeschieden. |
| 2014 | Brasilien      | Vorrunde           | USA, Deutschland, Portugal  | 25.      | James Kwesi Appiah | Einzige Mannschaft mit Punktgewinn gegen den späteren Weltmeister Deutschland |
| 2018 | Russland       | nicht qualifiziert |                             |          |                    | In der Qualifikation an Ägypten gescheitert. |
| 2022 | Katar          | Vorrunde           | Portugal, Südkorea, Uruguay | 24.      | Otto Addo          | In der 2. Qualifikationsrunde wurde Ghana dank eines mehr erzielten Tores Gruppensieger vor Südafrika. Äthiopien und Simbabwe hatten mit dem Ausgang nur als Störfaktor zu tun. In der dritten Runde setzte sich Ghana aufgrund der Auswärtstorregel gegen Dauerrivale Nigeria durch. |

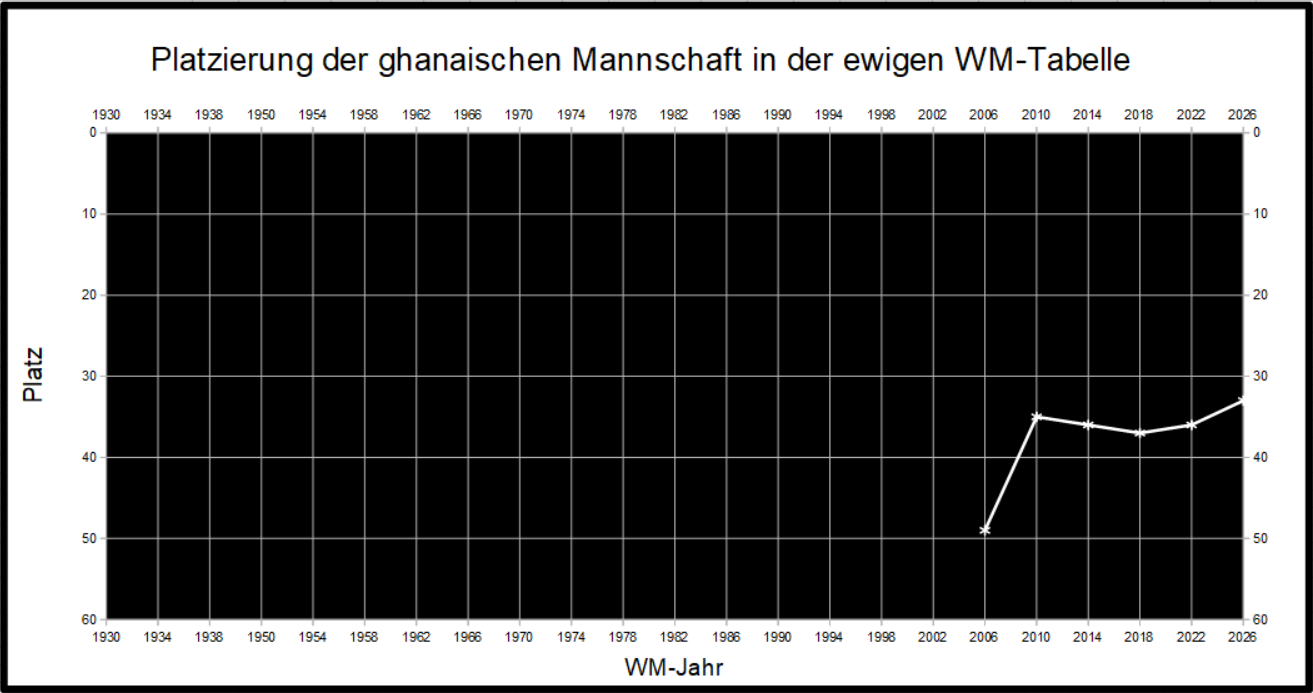
Platzierung der ghanaischen Mannschaft in der ewigen WM-Tabelle

Statistik (Angaben inkl. 2022: 22 Weltmeisterschaften; Prozentangaben sind gerundet)
- Nicht teilgenommen (kein selbständiger Staat oder nicht anerkannt): 6× (27 %; 1930 bis 1958)
- Zurückgezogen: 2× (9 %; 1966 und 1982)
- Nicht qualifiziert: 10× (45 %; 1962, 1970, 1974, 1978, 1986, 1990, 1994, 1998, 2002 und 2018)
- Sportliche Qualifikation: 4× (18 % bzw. bei 29 % der Versuche)
  - Vorrunde: 2× (9 %; 2014 und 2022)
  - Achtelfinale: 1× (5 %; 2006)
  - Viertelfinale: 1× (5 %; 2010)

## WM-Turniere

### 1930 bis 1958
Ghana war von 1878 bis 1957 als Goldküste Teil von Britisch-Westafrika, die Ghana Football Association wurde erst im Jahr der Unabhängigkeit gegründet und 1958 in die FIFA aufgenommen. Daher konnten die Ghanaer an den ersten sechs Weltmeisterschaften nicht teilnehmen.

### 1962 in Chile
Ghana nahm erstmals an der Qualifikation für die WM in Chile teil und traf am 28. August 1960 in der ersten Runde in Accra in ihrem ersten WM-Qualifikationsspiel auf Nigeria. Das Spiel wurde mit 4:1 gewonnen. Das Rückspiel in Lagos endete 2:2. In der zweiten Runde trafen die Ghanaer auf Marokko. Das Heimspiel endete torlos und nach einem 0:1 im Rückspiel war Ghana ausgeschieden. Marokko scheiterte dann im Afrika/Europa-Playoff an Spanien.

### 1966 in England
Für die WM im „Mutterland des Fußballs“ sollte Ghana in der Qualifikations-Vorrunde gegen Guinea antreten. Da aber den Mannschaften aus Afrika, Asien und Ozeanien nur ein Platz bei der Endrunde zugestanden wurde, zogen alle 15 afrikanischen Mannschaften zurück.

### 1970 in Mexiko
Ghana hatte als Afrikameister von 1965 in der Qualifikation für die WM in Mexiko in der ersten Runde ein Freilos. In der zweiten Runde scheiterte die Mannschaft an Nigeria. Nach einem 1:2 in Nigeria reichte es im Heimspiel nur zu einem 1:1. Nigeria scheiterte dann in der dritten Runde an Marokko, das sich erstmals qualifizieren konnte.

### 1974 in Deutschland
In der Qualifikation für die WM in der Bundesrepublik Deutschland traf Ghana in der ersten Runde auf Dahomey und gewann beide Spiele (5:0 und 5:1). In der zweiten Runde setzten sich die Ghanaer diesmal gegen Nigeria durch. In Nigeria hatten sie mit 3:2 gewonnen, so dass ein torloses Remis im Heimspiel reichte, um die dritte Runde zu erreichen. In dieser wurde Zaire zwar im Heimspiel mit 1:0 besiegt, das Rückspiel wurde aber mit 1:4 verloren. Zaire konnte sich anschließend als erste Subsahara-Mannschaft für die WM qualifizieren, dies blieb aber bis dato die einzige Teilnahme.

### 1978 in Argentinien
In der Qualifikation zur WM in Argentinien konnte sich Ghana in der ersten Runde in drei Spielen nicht gegen Guinea durchsetzen. Nachdem beide ihre Heimspiele mit 2:1 gewonnen hatten, gab es in Lomé ein Entscheidungsspiel, das Guinea mit 2:0 gewann. Guinea scheiterte dann in der dritten Runde an Tunesien, das sich damit erstmals qualifizieren konnte.

### 1982 in Spanien
In der Qualifikation für die WM in Spanien sollten die Ghanaer in der ersten Runde gegen Ägypten antreten, zogen aber zurück. Ägypten erreichte – nachdem auch Libyen zurückzog – kampflos die dritte Runde, scheiterte dort aber an Marokko, das in der vierten Runde an Kamerun scheiterte, womit sich die Kameruner erstmals qualifizierten. Ghana gewann aber im WM-Jahr zum vierten Mal die Afrikameisterschaft.

### 1986 in Mexiko
In der Qualifikation zur zweiten WM in Mexiko erhielten die Ghanaer in der ersten Runde ein Freilos und setzten sich in der zweiten Runde mit 0:0 und 2:0 gegen die Elfenbeinküste durch. In der dritten Runde scheiterte Ghana dann an Libyen, das sich aber ebenfalls nicht qualifizieren konnte.

### 1990 in Italien
Für die Qualifikation zur zweiten WM in Italien mussten die Ghanaer in der ersten Runde gegen Liberia antreten. Nach einem 0:0 im Heimspiel wurde das Rückspiel mit 0:2 verloren. Liberia konnte sich in der nächsten Runde aber nicht gegen Ägypten durchsetzen, die sich am Ende erstmals seit 1938 wieder für die WM qualifizieren konnten.

### 1994 in den Vereinigten Staaten
Für die Qualifikation zur WM in den USA wurden die Ghanaer in eine Gruppe mit Algerien, Burundi und Uganda gelost. Uganda verzichtete aber und mit zwei Heimsiegen sowie zwei Auswärtsniederlagen landete Ghana hinter Algerien nur auf Platz 2. Die Algerier scheiterten dann in der nächsten Runde an Nigeria, das damit erstmals die WM erreichte.

### 1998 in Frankreich
Die Qualifikation zur zweiten WM in Frankreich verlief etwas besser. In der ersten Runde konnte Tansania ausgeschaltet werden. In der zweiten Runde waren dann aber Marokko und Sierra Leone stärker. Nur gegen Gabun konnte gewonnen werden.

### 2002 in Japan und Südkorea
In der Qualifikation für die erste WM in Asien setzten sich die Ghanaer in der ersten Runde mit 3:2 und 1:0 gegen Tansania durch. In der zweiten Runde waren dann Nigeria, Liberia und der Sudan stärker. Nur Sierra Leone war diesmal schwächer.

### 2006 in Deutschland

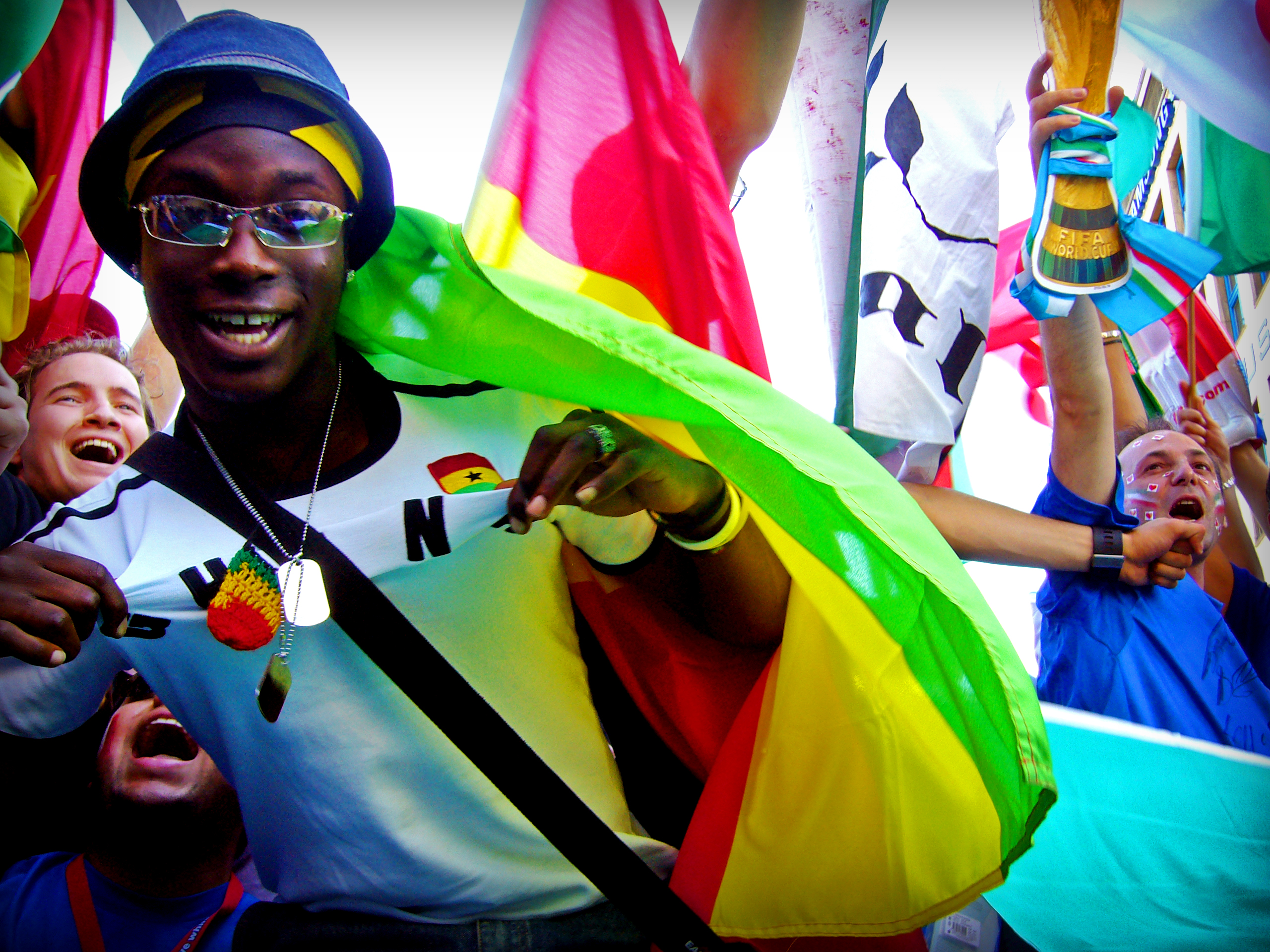
Ghanaischer Fan vor dem ersten WM-Spiel seines Heimatlandes

Startaufstellungen des ersten WM-Spiels der Ghanaer

Für die zweite Weltmeisterschaft in Deutschland konnte sich Ghana dann endlich qualifizieren. Nach zwei Siegen in der ersten Runde gegen Somalia wurde die Mannschaft in der zweiten Runde in eine Gruppe mit DR Kongo, Südafrika, Burkina Faso, Kap Verde und Uganda gelost. Die Ghanaer verloren zwar das erste Spiel gegen Burkina Faso, danach aber kein Spiel mehr und hatten am Ende fünf Punkte Vorsprung auf die Demokratische Republik Kongo und Südafrika.
In Deutschland wurde die Mannschaft in eine Gruppe mit dem späteren Weltmeister Italien, Tschechien sowie den USA gelost. Im ersten WM-Spiel ihrer Geschichte verloren sie mit 0:2 gegen Italien. Das zweite Spiel gewannen sie gegen die höher eingeschätzten Tschechen mit 2:0. Dabei gelang Asamoah Gyan bereits in der 2. Spielminute das erste WM-Tor für die Ghanaer. Nach einem 2:1 gegen die USA erreichten sie als Gruppenzweiter das Achtelfinale, in dem sie auf Titelverteidiger Brasilien trafen und mit 0:3 verloren. Das 1:0 war der 15. WM-Treffer des Brasilianers Ronaldo, womit er bis zum 8. Juli 2014 erfolgreichster Torjäger der WM-Geschichte wurde.

### 2010 in Südafrika

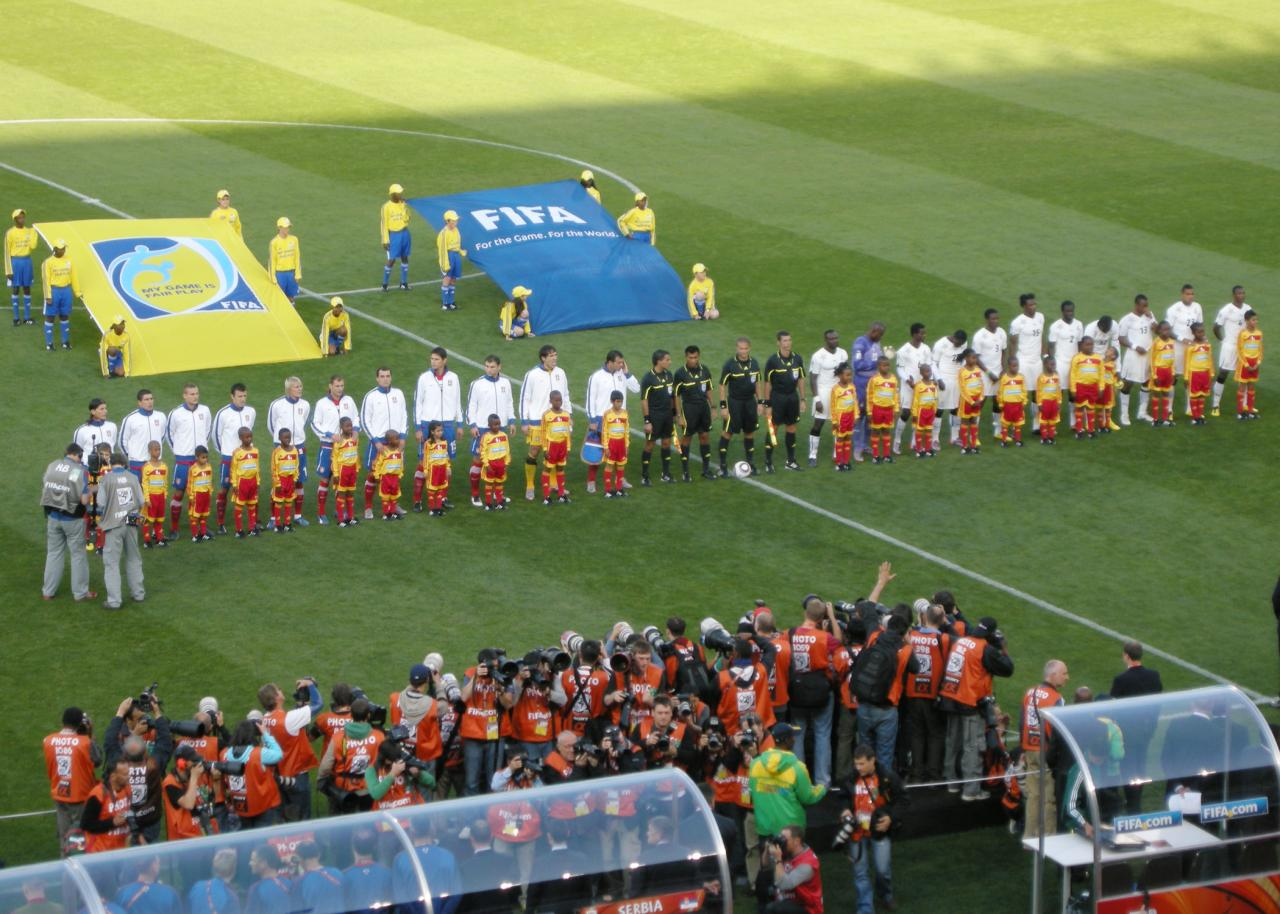
Serben und Ghanaer vor dem ersten Gruppenspiel

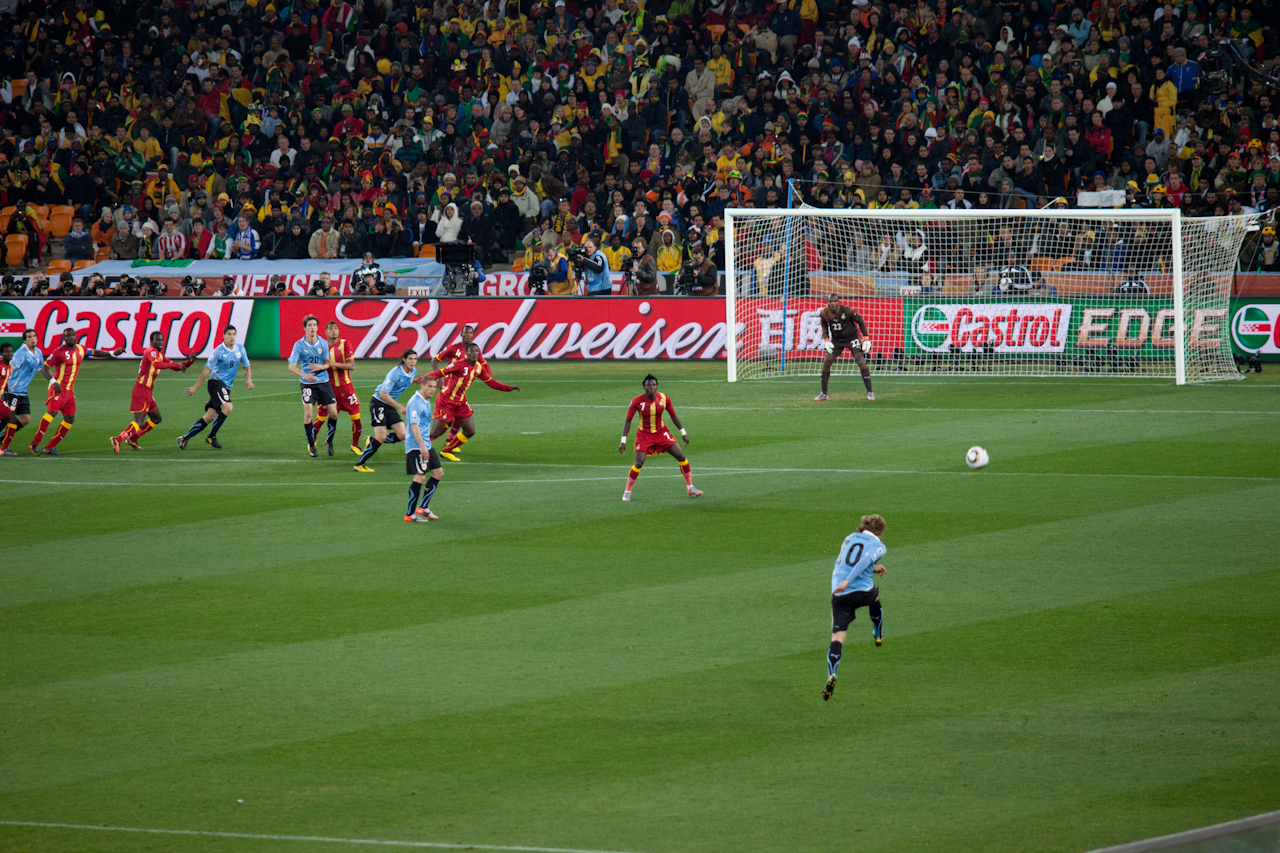
Szene aus dem Viertelfinalspiel gegen Uruguay

Auch die Qualifikation für die erste WM in Afrika wurde erfolgreich abgeschlossen. In der zweiten Runde waren Gabun, Libyen und Lesotho die Gegner. Lesotho verlor alle Spiele, wogegen die drei anderen Mannschaften ihre Heimspiele gegeneinander gewannen. So hatten diese drei Mannschaften am Ende jeder 12 Punkte, aber Ghana die bessere Tordifferenz. In der dritten Runde waren Benin, Mali und der Sudan die Gegner. Die Ghanaer gewannen vier Spiele, spielten einmal remis und verloren nur gegen Benin, als sie bereits für die WM qualifiziert waren.
In Südafrika wurden sie in eine Gruppe mit Deutschland, Serbien und Australien gelost. Im ersten Spiel gewannen die vom Serben Milovan Rajevac trainierten Ghanaer durch einen von Gyan verwandelten Handelfmeter gegen Serbien mit 1:0, erreichten dann gegen Australien nur ein 1:1, wobei Gyan wieder einen Handelfmeter verwandelte, und waren dann trotz der 0:1-Niederlage gegen Deutschland aufgrund der besseren Tordifferenz als Gruppenzweiter für die K.-o.-Runde qualifiziert. In dieser trafen sie auf die USA und gewannen mit 2:1 nach Verlängerung. Im Viertelfinale trafen sie auf Ex-Weltmeister Uruguay. Nachdem es nach 90 Minuten 1:1 stand, kam es zu Verlängerung, in der Luis Suárez in der ersten Minute der Nachspielzeit durch ein Handspiel auf der Torlinie ein sicheres Tor der Ghanaer verhinderte. Suárez erhielt dafür die Rote Karte, den Elfmeter konnte Gyan diesmal aber nicht verwandeln, so dass unmittelbar darauf das Elfmeterschießen folgte. Hier konnte Gyan zwar den ersten Elfmeter verwandeln, der uruguayische Torhüter Fernando Muslera konnte aber zwei Schüsse der Ghanaer abwehren, während vier Uruguayer erfolgreich war. Der fünfte Ghanaer musste nicht mehr antreten. Mit dem Erreichen des Viertelfinales als einzige afrikanische Mannschaft erreichte Ghana aber sein bestes Ergebnis bei Weltmeisterschaften.

### 2014 in Brasilien
Die Qualifikation für die zweite WM in Brasilien verlief erneut erfolgreich. In der Gruppenphase waren Sambia, Lesotho und der Sudan die Gegner. Mit fünf Siegen und nur einer Niederlage wurden die Entscheidungsspiele erreicht. Gegner war Ägypten und nach einem 6:1 im Hinspiel konnte das 1:2 im Rückspiel verkraftet werden.
In Brasilien hatten die Ghanaer es wieder mit Deutschland und den USA sowie erstmals Portugal zu tun. Im ersten Spiel gegen die USA gerieten sie bereits in der 1. Minute in Rückstand. André Ayew konnte zwar in der 82. Minute ausgleichen, aber vier Minuten später erzielte der zur zweiten Halbzeit eingewechselte John Anthony Brooks den 1:2-Endstand. Auch gegen Deutschland gerieten die Ghanaer in Rückstand, konnten dann aber das Spiel drehen und mit 2:1 in Führung gehen. In der 71. Minute erzielte aber der zwei Minuten zuvor eingewechselte Miroslav Klose mit seinem 15. WM-Tor den 2:2-Ausgleich, womit er den WM-Rekord von Ronaldo einstellte, den dieser acht Jahre zuvor gegen Ghana aufgestellt hatte. Weitere Tore fielen nicht, aber da Ghana das letzte Spiel gegen Portugal mit 1:2 verlor, schieden die Ghanaer erstmals in der Vorrunde aus. Immerhin war Ghana die einzige Mannschaft, die gegen den späteren Weltmeister Deutschland einen Punkt gewinnen konnte.

### 2018 in Russland
In der Qualifikation musste die Mannschaft erst in der zweiten Runde eingreifen, die im November 2015 stattfand. Dort traf Ghana auf die Komoren, die sich aufgrund der Auswärtstorregel nach zwei Unentschieden in der ersten Runden gegen Lesotho durchsetzten. Nach einem torlosen Remis im Auswärtsspiel konnte das Heimspiel mit 2:0 gewonnen und damit die dritte Runde erreicht werden. In dieser konnten sich die Ghanaer nicht gegen Ägypten, die Republik Kongo und Uganda durchsetzen. Wie Ägypten und Uganda verlor Ghana nur ein Spiel, konnte aber auch nur ein Spiel gewinnen. Gruppensieger wurde Ägypten, das sich am vorletzten Spieltag vorzeitig qualifizierte und damit 28 Jahre nach der letzten Teilnahme zum dritten Mal an der WM-Endrunde teilnahm, aber die Gruppenphase nicht überstand.

### 2022 in Katar
In der Qualifikation musste die Mannschaft erst in der zweiten Runde gegen Äthiopien, das sich in der ersten Runde nur aufgrund der Auswärtstorregel gegen Lesotho durchsetzte, Simbabwe, das in der ersten Runde Somalia ausschaltete, und Südafrika antreten. Die zweite Runde sollte eigentlich im März 2020 beginnen, wurde dann wegen der COVID-19-Pandemie mehrfach verschoben und begann dann erst im September 2021. Ghana startete mit einem 1:0-Sieg gegen Äthiopien, verlor drei Tage später aber mit dem gleichen Ergebnis in Südafrika. Es folgten zwei Siege gegen Simbabwe (3:1 und 1:0) und ein 1:1 in Äthiopien, so dass Ghana im letzten Spiel einen Sieg gegen Südafrika benötigte, um die dritte Runde zu erreichen. Dies gelang dann auch, aber der Sieg kam durch einen aus Sicht der Südafrikaner unberechtigten Strafstoß zu Stande, den André Ayew in seinem 100. Länderspiel verwandelte. Nachdem der südafrikanische Protest dagegen von der FIFA zurückgewiesen wurde, traf Ghana in der 3. Runde auf Lieblingsgegner Nigeria, gegen das in zuvor 63 Spielen 26-mal gewonnen wurde. Nach einem torlosen Heimspiel reichte in Nigeria ein 1:1 um aufgrund der Auswärtstorregel die WM-Endrunde zu erreichen. Hier traf Ghana auf Portugal und Uruguay (letzte Gegner bei den beiden letzten Teilnahmen) sowie Südkorea (häufigster nichtafrikanischer Gegner der Ghanaer). Nach einer knappen 2:3-Auftaktniederlage gegen Portugal erzielte das ghanaische Team im darauffolgenden Spiel gegen Südkorea einen 3:2-Sieg. Das letzte Gruppenspiel gegen Uruguay ging allerdings mit 0:2 verloren, sodass Ghana mit drei Punkten als Gruppenletzter bereits in der Vorrunde des Turniers ausschied.

### 2026 in Kanada, Mexiko und den USA
Für die erste WM in drei Ländern wurde die Zahl der Teilnehmer auf 48 erhöht und den afrikanischen Mannschaften vier feste Plätze mehr zugestanden, so dass sich nun neun CAF-Mitglieder direkt qualifizieren können. Eine weitere afrikanische Mannschaft, die unter den Gruppenzweiten der ersten Runde ermittelt wird, nimmt am WM-Play-off-Turnier im März 2026 teil. Die Ghanaer treffen in der ersten Runde zwischen November 2023 und Oktober 2025 in Hin- und Rückspielen auf die Komoren, Madagaskar, Mali, den Tschad und die Zentralafrikanische Republik. Gegen die Komoren ist die Bilanz ausgeglichen, gegen Madagaskar negativ und gegen Mali und die Zentralafrikanische Republik positiv. Gegen den Tschad wurde noch nicht gespielt.

## Spieler

### Rangliste der ghanaischen WM-Spieler mit den meisten Einsätzen
01. Asamoah Gyan – 11 Einsätze bei 3 Turnieren
02. André Ayew – 10 Einsätze bei 3 Turnieren
03. Richard Kingson, Sulley Muntari und John Pantsil – 9 Einsätze bei 2 bzw. 3 (Muntari) Turnieren
06. Kwadwo Asamoah und John Mensah – 8 Einsätze bei 2 Turnieren
08. Stephen Appiah und Kevin-Prince Boateng – 7 Einsätze bei 2 Turnieren
10. Matthew Amoah, Jordan Ayew und Jonathan Mensah – 6 Einsätze bei 2 Turnieren

### Rangliste der ghanaischen WM-Spieler mit den meisten Toren
01. Asamoah Gyan – 6 Tore
02. André Ayew – 3 Tore
03. Mohammed Kudus, Sulley Muntari – 2 Tore

### WM-Kapitäne
- 2006: Stephen Appiah
- 2010: John Mensah (1. und 3. Spiel, Achtel- und Viertelfinale), Richard Kingson (2. Spiel)
- 2014: Asamoah Gyan
- 2022: André Ayew

### Bei Weltmeisterschaften gesperrte Spieler
- 2006: Asamoah Gyan und Sulley Muntari erhielten in den ersten beiden Gruppenspielen jeweils 2 Gelbe Karten und waren für das letzte Spiel gegen die USA gesperrt. In diesem erhielt Michael Essien ebenfalls die zweite Gelbe Karte und war für das Achtelfinale gegen Brasilien gesperrt. Hier erhielt Asamoah Gyan die Gelb-Rote Karte, die aber keinen weiteren Effekt hatte, da Ghana ausschied.
- 2010: André Ayew und Jonathan Mensah erhielten im Achtelfinale gegen die USA die zweite Gelbe Karte und waren für das Viertelfinale gegen Uruguay gesperrt.
- 2014: Im zweiten Gruppenspiel gegen Deutschland erhielt Sulley Muntari die zweite Gelbe Karte und war für das letzte Spiel gegen Portugal gesperrt.
- 2022: Im dritten Gruppenspiel gegen Uruguay erhielt Alidu Seidu die zweite Gelbe Karte, die aber keinen weiteren Effekt hatte, da Ghana in der Vorrunde ausschied.

### Anteil der im Ausland spielenden Spieler im WM-Kader
Die Ghanaer nominierten überwiegend im Ausland spielende Spieler und 2014 stand mit Ersatztorhüter Stephen Adams nur noch ein in Ghana spielender Spieler, der aber nicht zum Einsatz kam, im Kader.
| Jahr (Spiele) | Anzahl (Länder) | Spieler (Einsätze) |
| ------------- | --- | --- |
| 2006 (4)      | 19 (2 in Dänemark, 3 in Deutschland, 1 in England, 1 in Frankreich, 3 in Israel, 3 in Italien, 1 in den Niederlanden, 1 in Schweden, 1 in der Schweiz, 1 in Serbien & Montenegro, 2 in der Türkei)                                | Issah Ahmed (0), Razak Pimpong (3); Otto Addo (2), Matthew Amoah (4), Hans Sarpei (0); Michael Essien (3); John Mensah (4);, Sammy Adjei (0), John Paintsil (4), Emmanuel Pappoe (2); Asamoah Gyan (3), Samuel Kuffour (1), Sulley Muntari (3); Eric Addo (4); Derek Boateng (3); Alexander Tachie-Mensah (3); Haminu Dramani (2), Stephen Appiah (4), Richard Kingson (4)                                                                                 |
| 2010 (5)      | 20 (1 in Ägypten, 3 in Deutschland, 4 in England, 2 in Frankreich, 4 in Italien, 1 in Katar, 1 in den Niederlanden, 1 in Norwegen, 1 in der Schweiz, 2 in Spanien)                                                                | Rahim Ayew (0); Hans Sarpei (5), Isaac Vorsah (2) Prince Tagoe (3); Richard Kingson (5), John Paintsil (5), John Mensah (3), Kevin-Prince Boateng (5); André Ayew (4), Asamoah Gyan (5); Dominic Adiyiah (2), Stephen Appiah (3), Kwadwo Asamoah (5), Sulley Muntari (4); Quincy Owusu-Abeyie (2); Matthew Amoah (2); Anthony Annan (5); Samuel Inkoom (2); Derek Boateng (1), Jonathan Mensah (4)                                                         |
| 2014 (3)      | 22 (1 in Belgien, 1 in Deutschland, 1 in England, 5 in Frankreich, 1 in Griechenland, 5 in Italien, 1 in den Niederlanden, 1 in Norwegen, 2 in Russland, 2 in Südafrika, 1 in Tunesien, 1 in den Vereinigten Arabischen Emiraten) | Daniel Opare (1); Kevin-Prince Boateng (2); Albert Adomah (1); André Ayew (3), Jordan Ayew (3), John Boye (3), Abdul Majeed Waris (1), Jonathan Mensah (3); Samuel Inkoom (0); Afriyie Acquah (1), Emmanuel Agyemang Badu (2), Kwadwo Asamoah (3), Michael Essien (1), Sulley Muntari (2); Christian Atsu (3); Adam Larsen Kwarasey (1); Wakaso Mubarak (2), Mohammed Rabiu (3); Fatau Dauda (2), Rashid Sumaila (0); Harrison Afful (2); Asamoah Gyan (3) |

## Spiele
Die Ghanaer bestritten bisher 15 WM-Spiele, davon wurden fünf gewonnen, sieben verloren und drei endeten remis. Zwei Spiele mussten verlängert werden, wovon eins in der Verlängerung gewonnen und eins im Elfmeterschießen verloren wurde. Die Ghanaer trafen nie auf den Gastgeber, aber 2006 auf den Titelverteidiger und 2006 sowie 2014 auf den späteren Weltmeister und nur einmal auf einen Neuling (Serbien), der aber die Nachfolgemannschaft anderer Mannschaften (Bundesrepublik Jugoslawien, Serbien & Montenegro) war. Am häufigsten spielten die Ghanaer gegen die USA (dreimal).
| Alle WM-Spiele |            |                     |                    |                      |   |               |                                     |
| Nr.            | Datum      | Ergebnis            | Gegner             | Austragungsort       |   | Anlass        | Bemerkung                           |
| 1              | 12.06.2006 | 0:2                 | Italien            | Hannover (DEU)       | * | Vorrunde      | Erstes Länderspiel gegen Italien    |
| 2              | 17.06.2006 | 2:0                 | Tschechien         | Köln (DEU)           | * | Vorrunde      | Erstes Länderspiel gegen Tschechien |
| 3              | 21.06.2006 | 2:1                 | Vereinigte Staaten | Nürnberg (DEU)       | * | Vorrunde      | Erstes Länderspiel gegen die USA    |
| 4              | 27.06.2006 | 0:3                 | Brasilien          | Dortmund (DEU)       | * | Achtelfinale  |                                     |
| 5              | 13.06.2010 | 1:0                 | Serbien            | Pretoria (ZAF)       | * | Vorrunde      | Erstes Länderspiel gegen Serbien    |
| 6              | 19.06.2010 | 1:1                 | Australien         | Port Elizabeth (ZAF) | * | Vorrunde      |                                     |
| 7              | 23.06.2010 | 0:1                 | Deutschland        | Johannesburg (ZAF)   | * | Vorrunde      |                                     |
| 8              | 26.06.2010 | 2:1 n. V.           | Vereinigte Staaten | Rustenburg (ZAF)     | * | Achtelfinale  |                                     |
| 9              | 05.07.2010 | 1:1 n. V. 2:4 i. E. | Uruguay            | Johannesburg (ZAF)   | * | Viertelfinale |                                     |
| 10             | 16.06.2014 | 1:2                 | Vereinigte Staaten | Natal (BRA)          | * | Vorrunde      |                                     |
| 11             | 21.06.2014 | 2:2                 | Deutschland        | Fortaleza (BRA)      | * | Vorrunde      |                                     |
| 12             | 26.06.2014 | 1:2                 | Portugal           | Brasília (BRA)       | * | Vorrunde      | Erstes Länderspiel gegen Portugal   |
| 13             | 24.11.2022 | 2:3                 | Portugal           | Doha (QAT)           | * | Vorrunde      |                                     |
| 14             | 28.11.2022 | 3:2                 | Südkorea           | ar-Rayyan (QAT)      | * | Vorrunde      | Erstes WM-Spiel gegen Südkorea      |
| 15             | 02.12.2022 | 0:2                 | Uruguay            | al-Wakra (QAT)       | * | Vorrunde      |                                     |

### Höchste Siege und Niederlagen
Die fünf WM-Siege Ghanas waren gleichzeitig die höchsten Siege gegen diese Mannschaften:
- Serbien: Vorrunde 2010 - 1:0 (einziges Spiel gegen Serbien)
- Südkorea: Vorrunde 2022 – 3:2 (einziges Spiel gegen Südkorea)
- Tschechien: Vorrunde 2006 - 2:0 (einziges Spiel gegen Tschechien)
- Vereinigte Staaten: Vorrunde 2006 und Achtelfinale 2010: 2:1 bzw. 2:1 n. V. (einzige Siege gegen die USA)

Ghana kassierte seine höchsten Niederlagen gegen folgende Mannschaften bei WM-Turnieren:
- Italien: Vorrunde 2006 - 0:2 (einziges Spiel gegen Italien)
- Portugal: Vorrunde 2014 und Vorrunde 2022 - 1:2 bzw. 2:3 (einzige Spiele gegen Portugal)
- Uruguay: Vorrunde 2022 - 0:2
- Vereinigte Staaten: Vorrunde 2014 - 1:2 (einzige Niederlage gegen die USA)

## Besonderheiten
- Ghana ist die erste Mannschaft, die allein durch Elfmetertore die K.-o.-Runde erreichte. Asamoah Gyan erzielte 2010 den 1:0-Siegtreffer gegen Serbien und den 1:1-Ausgleich gegen Australien per Handelfmeter. Erst im Achtelfinale gelangen Ghana zwei Tore aus dem Spiel heraus.
- Ghana ist die erste Mannschaft, die in der Nachspielzeit einer Verlängerung einen Elfmeter erhielt. Bei der WM 2010 wehrte Luis Suárez im Viertelfinale Ghana gegen Uruguay in der letzten Minute der Nachspielzeit der Verlängerung beim Stand von 1:1 auf der Torlinie einen Schuss ab. Asamoah Gyan, der in der Vorrunde 2 Elfmeter verwandelt hatte, verschoss aber, und im folgenden Elfmeterschießen verlor Ghana mit 2:4, wobei Gyan den 1. Elfmeter für Ghana verwandelte.
- 2010, 2014 und 2022 standen mit André und Rahim bzw. Jordan Ayew jeweils zwei Brüder im Kader.
- 2010 und 2014 kam es in den Spielen gegen Deutschland zum Aufeinandertreffen der Halbbrüder Kevin-Prince und Jérôme Boateng, das erste Duell zweier Brüder bei einer WM.